# Jerónimo de Ayanz y Beaumont
Jerónimo de Ayanz y Beaumont (Guenduláin, Cizur, Navarra 1553 – Madrid 23 de març de 1613) va ser un militar navarrès. Home polifacètic, va destacar com militar, pintor, cosmògraf i músic, però, sobretot, com a inventor. Va ser el precursor de l'ús i disseny de la màquina de vapor, va millorar la instrumentació científica, va desenvolupar molins de vent i nous tipus de forns per a operacions metal·lúrgiques, industrials, militars i fins i tot domèstiques. Va inventar una campana per bussejar i fins i tot va arribar a dissenyar un submarí. Potser la seva obra més destacada va ser la màquina de vapor, ja que va registrar en 1606 la primera patent d'una màquina de vapor moderna.

## Biografia
Fill de Carlos de Ayanz i de Catalina de Beaumont, fou el segon dels germans homes, i n'era el primogènit Francés de Ayanz, nascut un any abans. La criança de Jerónimo i els seus germans va estar a càrrec de la seva mare, Catalina de Beaumont y Navarra, que va inculcar als seus fills els principis d'una educació pròpia del seu rang. Va passar la infància en el senyoriu de Gendulain fins que en 1567 va ser a servir al rei Felip II com a patge.
Carlos de Ayanz va intervenir en les campanyes de França, participant en la batalla de Sant Quintí en 1557. Va combatre, a més, a Tunísia, Flandes, Portugal, les Açores i la Corunya. Així mateix, va desmantellar una conjura francesa per assassinar Felip II a Lisboa.
Jerónimo de Ayanz es va fer famós en la seva època per la seva força i per les gestes que va realitzar a Flandes. Lope de Vega reflecteix la vida aventurera d'Ayanz en la comèdia titulada Lo que pasa en una tarde. El 7 de maig de 1582 havia rebut l'encomana de Ballesteros de Calatrava i anys després, el 30 de gener de 1595, rebria l'encomana de Favanella.
En 1587 va ser nomenat Administrador General de Mines del Regne, és a dir, gerent de les 550 mines que hi havia llavors a Espanya i de les que s'explotaven a Amèrica. Va ser capaç de resoldre alguns dels greus problemes de la mineria de llavors. Cal assenyalar que va aconseguir realitzar aquest conjunt d'invencions des de 1598 fins a principis de 1602.
Les mines de l'època tenien dos problemes seriosos: la contaminació de l'aire en el seu interior i l'acumulació d'aigua en les galeries. Inicialment, Ayanz va inventar un sistema de desguàs mitjançant un sifó amb bescanviador, fent que l'aigua contaminada de la part superior procedent del rentat del mineral, proporcionés suficient energia per elevar l'aigua acumulada en les galeries. Aquest invent suposa la primera aplicació pràctica del principi de la pressió atmosfèrica, principi que no seria determinat científicament fins a mig segle després. I si aquesta troballa és realment prodigiosa, la qual cosa eleva a Ayanz al rang de talent universal és l'ocupació de la força del vapor.
La força del vapor d'aigua era coneguda des de feia moltíssim temps. El primer a utilitzar-la va ser Heró d'Alexandria, al segle i. Molt de temps després, al segle xii, consta que en la catedral de Reims hi havia un òrgan que funcionava amb vapor. Els treballs sobre la matèria van prosseguir tant a Espanya com a França i Anglaterra. El que se li va ocórrer a Ayanz va ser emprar la força del vapor per propulsar un fluid (l'aigua acumulada en les mines) per una canonada, traient-la a l'exterior en flux continu. En termes científics: aplicar el primer principi de la termodinàmica —definit dos segles després— a un sistema obert.
A més, va aplicar aquest mateix efecte per refredar aire per intercanvi amb neu i dirigir-ho a l'interior de les mines, refrigerant l'ambient. Ayanz havia inventat l'«aire condicionat». I no fou només teoria: va posar en pràctica aquests invents en la mina de plata de Guadalcanal, a Sevilla, desnonada precisament per les inundacions quan ell es va fer càrrec de la seva explotació.
Ayanz va inventar moltes coses: una bomba per desguassar vaixells, un precedent del submarí, una brúixola que establia la declinació magnètica, un forn per destil·lar aigua marina a bord dels vaixells, balances «que pesaven la pota d'una mosca», pedres de forma cònica per moldre, molins de corrons metàl·lics (es generalitzarien al segle XIX), bombes per al reg, l'estructura d'arc per a les preses dels embassaments, un mecanisme de transformació del moviment que permet mesurar el denominat «parell de forces», és a dir, l'eficiència tècnica, una cosa que només segle i escaig després va tornar a estudiar-se. Fins a 48 invents li reconeixia en 1606 el «privilegi d'invenció» (com es deia llavors a les patents) signat per Felip III. Un dels invents més cridaners va ser el d'un vestit de busseig. La primera immersió d'un bus documentada va ocórrer en el riu Pisuerga, en Valladolid, i el mateix Felip III va assistir a l'esdeveniment des de la seva galera, juntament amb membres de la cort.
Des de 1608 s'havia dedicat a l'explotació privada d'un jaciment d'or prop d'El Escorial i a la recuperació de les mines de Guadalcanal, les mateixes on havia aplicat per primera vegada al món una màquina de vapor. Però va emmalaltir greument. El 23 de març de 1613 moria a Madrid. Les seves restes es van traslladar a Múrcia, la ciutat que havia governat, primer al convent de Sant Antoni de Pàdua, i després a la Catedral.